# 乔治·贝克莱
乔治·贝克莱（1685年3月12日—1753年1月14日），英裔爱尔兰哲學家，同時為圣公会駐愛爾蘭科克郡克洛因鎮的主教，與约翰·洛克和大卫·休谟被認為是英国近代经验主义哲学家中的三大代表人物，因捍卫、推动主观唯心主义而闻名。
贝克莱是一位涉猎广泛的思想家，对宗教（这是他哲学动机的根本）、视觉心理学、数学、物理学、伦理学、经济学和医学都有兴趣。著有《视觉新论》（1709年）、《希拉斯与菲洛努斯之间的三次对话》与《人类知识原理》（1710年）等作品。
美國加州的市便是以他的名字命名。耶魯大學也有一個本科寄宿學院学院是以他命名。

## 哲學貢獻

### 非物质主义
乔治·贝克莱批判的唯物主义（materialist）指的是认为“物质一定存在”的思想（区别于认为“只存在物质”的唯物主义）。贝克莱认为物质（matter）是指独立于心灵（mind）的事物。独立于心灵是指不依赖于思想（thinking）或感觉（sensation）而存在的物质。他对此的总结是：一切物质的存在，正在于其被心灵感知（percept）。
在《人类知识原理》中，贝克莱提出：
“世俗之见含着一种矛盾：人们有一种特别流行的主张，以为房屋、山岳、河流，简言之，一切可感知的东西，都有一种自然的、实在的存在。那种存在是和被理解所感知的存在不同的。[...] 上述对象只是我们借感官所感知的东西，而我们所感知的又只有我们的观念或感觉；既然如此，那么你要说这些观念之一，或其组合体，会离开感知而存在，那不是矛盾么？”
这个简短段落提出的论点是：我们感知到房屋、山岳、河流等事物，并因此推论物质世界存在。但这个推论是错误的。我们只能感知到我们自己的观念或感觉，这些观念或感觉只存在于心智中。因此，房屋、山脉和河流都是观念或感觉，不可能脱离心智而存在。
贝克莱认为，这种错误的推论起源于抽象观念（abstract idea）。抽象观念认为从感知可以推断出关于被感知对象的存在。贝克莱反驳了这一观念，并认为人们只能通过对物质的感知来认识物质。人们发现多个观念之间的联系，便在思想和语言中将它们作为一种物质看待。因此，人们所认为的物质只是观念的集合。这些观念可以被感官所感觉，并被思想所解释。但是，如果物质只是观念的集合，那么物质并不像伯克利时代的大多数哲学家认为的那样存在。

### 相对性论证
贝克莱同意洛克关于人的一切观念都是来自经验的看法，但不同意洛克关于第一性质和第二性质的学说。他认为，第一性质和第二性质都属于感觉 ，一切知识都是正在经验着或感受着的人的一种机能。

### 视觉新论
贝克莱不仅用”联想“解释人们关于“现实事物”的知识，也用”联想“来解释深度知觉。在《视觉新论》中，他研究了人们在只有两个维度的视网膜上如何知觉到深处的第三维度的问题。他认为，人们知觉到深处的第三维度是由于经验，即视觉印象与触觉和运动觉联合起来的结果。运动觉是眼睛在不同距离注视对象，或者是在走向或离开所看到的对象时，由于身体动作而发生的动作。换句话说，走向物体或伸手拿物体的连续感觉经验与眼肌感觉形成联想，便产生了深度知觉。因此，深度知觉不是一种简单的感觉经验，而是一种必须经过学习才能得到的观念联合。这是第一次用感觉的联合解释纯心理过程。由此，贝克莱继续发展了经验主义中的联想主义传统。